# Namakoro Niaré
Pour les articles homonymes, voir Niaré (homonymie).
Namakoro Koto te Niaré  (né le 4 juin 1943 à Bamako) est un athlète malien, spécialiste du lancer du poids et du disque. Il est le père d'Yves Niaré, lanceur de poids français décédé en 2012, et de la sauteuse en hauteur Gaëlle Niaré.

## Biographie
Il remporte à trois reprises le titre du lancer du disque des Jeux africains en 1965, 1973 et 1978, et obtient par ailleurs deux médailles d'argent au lancer du poids en 1973 et 1978.
Il participe à trois Jeux olympiques en 1968, 1972 et 1980 et obtient son meilleur résultat lors des Jeux olympiques de Munich en se classant treizième du concours du lancer du disque (56,48 m).

### Palmarès
| Date | Compétition    | Lieu        | Résultat | Épreuve          | Performance |
| ---- | -------------- | ----------- | -------- | ---------------- | ----------- |
| 1965 | Jeux africains | Brazzaville | 1er      | Lancer du disque | 51,20 m     |
| 1973 | Jeux africains | Lagos       | 1er      | Lancer du disque | 55,28 m     |
| 1973 | Jeux africains | Lagos       | 2e       | Lancer du poids  | 16,81 m     |
| 1978 | Jeux africains | Alger       | 1er      | Lancer du disque | 58,02 m     |
| 1978 | Jeux africains | Alger       | 2e       | Lancer du poids  | 17,16 m     |

### Records
| Épreuve           | Performance  | Lieu     | Date          |
| ----------------- | ------------ | -------- | ------------- |
| Lancer du poids   | 18,04 m (NR) | Louvain  | 24 août 1971  |
| Lancer du disque  | 62,48 m (NR) | Colombes | 23 avril 1972 |
| Lancer du marteau | 42,28 m (NR) | Melun    | 26 avril 1980 |